# John Smith (chancelier de l'Échiquier)
Pour les articles homonymes, voir John Smith et Smith.
John Smith, né vers 1656 et mort le 2 octobre 1723, est un homme d'État anglais puis britannique, chancelier de l'Échiquier de 1699 à 1701 puis de 1708 à 1710 et président de la Chambre des communes de 1705 à 1708. Sa carrière parlementaire s'étend sur plus de quarante ans.

## Biographie
Il est issu d'une famille de propriétaires terriens du Wiltshire, dans le sud-ouest de l'Angleterre. Son père avait probablement des sympathies républicaines, et John Smith soutient les principes des whigs. Diplômé du St John's College de l'université d'Oxford à l'âge de 16 ans, il étudie ensuite le droit au Middle Temple, mais ne sera jamais appelé au barreau. Il entre en politique en étant élu député whig de la ville de Ludgershall, dans le Wiltshire, aux élections législatives de mars 1679. Le parlement qui en résulte adopte la loi d'Habeas Corpus, mais est suspendu puis dissous par le roi Charles II peu après. John Smith perd son siège aux élections d'octobre, face au candidat de la Cour John Garrard, et est absent des trois parlements qui suivent, n'étant élu une nouvelle fois par les électeurs de Ludgershall qu'aux élections de 1689. Ce scrutin produit le parlement de Convention à la suite de la « Glorieuse Révolution » qui a chassé Jacques II du trône. Ce parlement, à majorité whig, produit la Déclaration des droits qui pose les fondements d'une monarchie constitutionnelle et parlementaire.
Député actif durant la Convention, il perd son siège aux élections de 1690, mais redevient député en remportant une élection partielle en décembre 1691 dans la circonscription de Bere Alston dans le comté du Devon. Initialement critique envers le gouvernement dominé par les tories, il modère ses propos peu avant d'accepter le poste de lord du Trésor en 1694. En mai 1695 il est fait membre du Conseil privé, et y demeurera jusqu'à sa mort. À la fin des années 1690, le gouvernement, à majority tory mais incluant également des whigs tels que Smith, peine à obtenir le soutien de la Chambre des communes. John Smith songe à démissionner, mais se voit proposer en mai 1699 -et accepte- le poste de chancelier de l'Échiquier. Il démissionne néanmoins en mars 1701, étant contesté par les tories à la Chambre.
La Cour de la reine Anne souhaite le voir présider la Chambre des communes à l'issue des élections de 1705, voyant en lui un whig modéré dans un Parlement où siègent également des whigs radicaux (hostiles aux prérogatives du monarque) et des tories radicaux (royalistes). Les députés approuvent sa nomination, l'élisant président de la Chambre en octobre par 248 voix contre 205 pour le candidat tory William Bromley. En 1706 il est membre de la commission parlementaire qui prépare l'union de l'Angleterre et du royaume d'Écosse, mise en œuvre par les actes d'Union de 1707, dont il préside l'adoption. Il en résulte la création du royaume de Grande-Bretagne, le Parlement d'Angleterre devenant alors le Parlement de Grande-Bretagne en incluant des députés écossais. En octobre 1707, John Smith est élu à l'unanimité pour présider ce Parlement.
Malgré sa fonction, il défend activement à la Chambre les projets et les souhaits de la Cour, et s'aliène nombre de ses collègues whigs. Il ne conserve toutefois pas la présidence après les élections de 1708, car la Cour lui préfère Richard Onslow pour ce poste. Il se voit néanmoins nommé à nouveau chancelier de l'Échiquier en avril, fonction qu'il conserve jusqu'en août 1710. Il ne se représente pas aux élections législatives de 1713, mais retrouve un siège aux élections de 1715, toujours sous l'étiquette whig mais indépendant désormais du gouvernement. Il demeure député jusqu'à sa mort en octobre 1723.